# Les set Arts Liberals
Les set Arts Liberals és una pintura (tremp sobre fusta amb acabats d'or) de 50 × 159 cm realitzat per Giovanni di Ser Giovanni cap a 1460, el qual es troba al Museu Nacional d'Art de Catalunya.

## Context històric i artístic
El sentiment del Quattrocento florentí es manifesta en aquest frontal d'arca nupcial o cassone, el qual representa una al·legoria de clara intenció humanística, amb l'esment a personatges de l'antiguitat clàssica: Les set Arts Liberals, peça que forma parella amb Les set Virtuts (MNAC/MAC 64967), també del llegat Cambó. El 1940, Roberto Longhi va atribuir les obres al llavors desconegut mestre del cassone Adimari, o Mestre di Fucecchio, que avui s'identifica amb Giovanni di Ser Giovanni, dit "Lo Scheggia", germà petit de Masaccio. Tot i això, el 1990, Luciano Bellosi i Monica Folchi van creure que la taula de Les set Virtuts, de concepció més moderna, era obra del taller de "Lo Scheggia", i apuntaren que fou el seu fill, Anton Francesco dello "Scheggia", qui la va fer entre el 1465 i el 1470.
Forma part del llegat Cambó (1949) i el seu número del catàleg al MNAC és el 64968.

## Descripció
Les figures, emmarcades per una arquitectura de formes renaixentistes i amb fons de vegetació enjardinada, s'identifiquen mitjançant inscripcions i els seus atributs. Les Arts Liberals i les Virtuts estan acompanyades als peus per una figura que personifica les qualitats de cada disciplina o qualitat. D'esquerra a dreta, pel que fa a Les set Arts Liberals: la Lògica amb Aristòtil, l'Aritmètica amb Pitàgores, la Geometria amb Euclides, l'Astronomia amb Ptolemeu i el franciscà Roger Bacon, la Retòrica amb Ciceró, la Gramàtica amb Priscià de Cesarea, i la Música amb Tubal-Caín. Pel que fa a Les set Virtuts: la Fortalesa amb Hèrcules, la Justícia amb Trajà, la Caritat amb Marc Emili Escaure, la Fe amb Marc Atili Règul, l'Esperança amb Alexandre el Gran, la Prudència amb Soló, i la Temperança amb Escipió l'Africà.